# Người Nhện: Siêu nhện tái xuất
Người Nhện: Siêu Nhện tái xuất (tựa gốc tiếng Anh: The Amazing Spider-Man) là một bộ phim siêu anh hùng của đạo diễn Marc Webb, dựa trên cuốn truyện tranh cùng tên và diễn viên Andrew Garfield thủ vai chính nhân vật Người Nhện. Bộ phim này là một khởi động lại của loạt phim Người Nhện, bộ phim thứ tư của Columbia Pictures với những siêu anh hùng. Dàn diễn viên bao gồm Garfield trong vai Peter Parker và người bạn thân của mình, Emma Stone trong vai Gwen Stacy và Rhys Ifans trong vai Tiến sĩ Curt Connors. Bộ phim kể về Peter khi còn đang ở trường Trung học.
Phát triển của bộ phim đã bắt đầu đồng thời với việc hãng Sony công bố việc hủy bỏ của Người Nhện 4. Lựa chọn cho một khởi động lại với cùng một đội ngũ sản xuất chứ không phải là phần tiếp theo khác, hãng đã công bố phát hành vào tháng 7 năm 2012 với tựa The Amazing Spider-Man. James Vanderbilt đã được thuê để viết kịch bản trong khi Alvin Sargent và Steve Kloves đã giúp tinh chỉnh kịch bản. Quay phim bắt đầu vào tháng 12 năm 2010 tại Los Angeles trước khi chuyển đến thành phố New York với sự giúp đỡ của máy ảnh Epic RED. Bộ phim đi vào sản xuất trong tháng 4 năm 2011 với James Horner là tham gia với số điểm phim. Sony Entertainment đã tập trung chiến dịch tiếp thị của hãng với một trang web quảng cáo với hình ảnh phát hành, 2 trailer sân khấu. The Amazing Spider-Man được dự kiến sẽ được phát hành dưới dạng 3D và IMAX 3D vào ngày 03 tháng 7 năm 2012. Một phần tiếp theo của bộ phim đang được lên kế hoạch cho phát hành trong năm 2014 với James Vanderbilt thuê lại viết kịch bản.

## Nội dung
Phim bắt đầu với cảnh cậu bé Peter Parker phát hiện ra rằng nghiên cứu của cha mình là Richard Parker đã bị đánh cắp. Cha mẹ của Peter thu thập các tài liệu được giấu kín, đưa Peter đến nhà của bác May và bác Ben, sau đó biến mất mãi mãi một cách bí ẩn.
Nhiều năm sau, cậu thiếu niên Peter theo học tại Trường Trung học Khoa học Midtown; anh ấy thông minh nhưng xa lánh xã hội và thường bị bắt nạt. Anh cũng phải lòng Gwen Stacy, người đã đáp lại tình cảm của anh. Peter biết rằng cha anh đã làm việc với nhà khoa học Tiến sĩ Curt Connors tại Oscorp trong lĩnh vực di truyền giữa các loài. Anh ta lẻn vào Oscorp, nơi anh ta bị cắn bởi một con nhện biến đổi gen. Sau đó, anh phát hiện ra mình đã phát triển các khả năng giống như nhện, chẳng hạn như siêu sức mạnh, giác quan nhạy bén, nhanh nhẹn và tốc độ.
Peter nghiên cứu giấy tờ của cha mình và đến thăm Connors, người chỉ có một cánh tay. Anh ta tiết lộ rằng anh ta là con trai của Richard và đưa cho Connors "thuật toán tốc độ phân rã" của cha mình, mảnh ghép còn thiếu trong các thí nghiệm của Connors về tái tạo các chi. Ở nhà, Peter và bác Ben nổ ra tranh cãi, và Peter bỏ nhà đi. Trong lúc đi tìm kiếm đứa cháu, bác Ben cố gắng ngăn chặn một tên trộm mà Peter để cho trốn thoát, và bị bắn chết trong vòng tay của Peter.
Peter sử dụng khả năng mới của mình để truy tìm những tên tội phạm phù hợp với mô tả của kẻ giết người. Anh ta tạo ra một chiếc mặt nạ và bộ đồ vải thun để che giấu danh tính của mình. Anh ấy cũng tạo ra máy bắn tơ cơ học từ đồng hồ đeo tay để gắn vào cổ tay của mình. Trong bữa ăn tối với gia đình Gwen, anh phát hiện ra cha của cô là đại úy cảnh sát George Stacy, người mà không thích anh hùng mới. Peter tiết lộ danh tính của mình cho Gwen. Sau khi chứng kiến thành công với những con chuột thí nghiệm sử dụng DNA của thằn lằn, Ratha cấp trên của Connors yêu cầu Connors bắt đầu thử nghiệm trên người ngay lập tức. Connors từ chối việc tiến hành thủ tục thử nghiệm thuốc một cách gấp rút và khiến những người vô tội gặp rủi ro. Ratha sa thải Connors và quyết định kiểm tra huyết thanh của anh ta tại Cơ quan Cựu chiến binh. Trong một hành động tuyệt vọng, Connors thử công thức cho chính mình. Sau khi bất tỉnh, ông tỉnh dậy và phát hiện cánh tay bị mất của mình đã được tái sinh.
Phát hiện ra Ratha đang trên đường đến bệnh viện, Connors đã ra tay can ngăn. Khi đến cầu Williamsburg, ông ta đã trở thành một con lai hung bạo giữa thằn lằn và người. Peter, với danh tính Người Nhện, cứu những người trên cầu khỏi cuộc tấn công của Connors. Sau một trận chiến trong cống rãnh, Lizard biết được danh tính thực sự của Người Nhện và tấn công Peter ở trường. Cảnh sát bắt đầu truy lùng cả Người Nhện và Thằn Lằn. Cuối cùng, họ dồn Người Nhện, dẫn đến việc Đại úy Stacy phát hiện ra rằng Người Nhện chính là Peter và để anh ta ra tay ngăn chặn Thằn Lằn. Thằn Lằn có kế hoạch biến tất cả con người giống thằn lằn bằng cách giải phóng một đám mây hóa chất từ tháp của Oscorp, để loại bỏ những điểm yếu mà anh ta tin là bệnh dịch của loài người. Gwen tạo ra một đám mây thuốc giải độc, Peter phân tán, khôi phục Connors và nạn nhân của anh ta trở lại bình thường, nhưng không phải trước khi Thằn Lằn gây thương tích cho Captain Stacy.
Trước khi chết, đại úy Stacy yêu cầu Peter tránh Gwen để giữ cô an toàn. Peter ban đầu làm như vậy, nhưng khi thấy cả hai đều không vui, anh ấy đã gợi ý cho cô ấy rằng cuối cùng thì anh ấy cũng có thể gặp cô ấy. Trong một cảnh mid-credit, Connors, trong phòng giam, nói chuyện với một người đàn ông trong bóng tối, người hỏi liệu Peter có biết sự thật về cha mình hay không. Connors không biết và yêu cầu Peter được để yên trước khi người đàn ông biến mất.

## Diễn viên
- Andrew Garfield trong vai Peter Parker / Người Nhện: Một thiếu niên 17 tuổi có năng khiếu về trí tuệ nhưng sống nội tâm, đang vật lộn để tìm vị trí của mình trong cuộc sống kể từ khi cha mẹ anh biến mất khi anh còn nhỏ. Trong khi lẻn vào bên trong tòa nhà OsCorp nơi cha anh làm việc, một con nhện biến đổ gen đã cắn vào gáy cậu, khiến cậu có khả năng tương tự như nhện. Sau khi người bác của mình bị sát hại dưới bàn tay của một tên trộm, anh ta khoác lên mình chiếc áo choàng của một cảnh vệ đeo mặt nạ: "Người nhện", sử dụng khả năng siêu phàm của mình và thiết bị đeo cổ tay được chế tạo đặc biệt có tên "máy bắn tơ", được tạo ra từ trí tuệ và nguồn lực của mình trong việc nhắm mục tiêu tội phạm cấp đường phố. Ban đầu sử dụng bản ngã thay thế của mình để truy lùng kẻ giết người chú của mình, sau đó anh ta buộc phải sử dụng khả năng của mình để ngăn chặn mối đe dọa ngày càng tăng từ "Lizard".Garfield mô tả Parker là người mà anh có thể liên hệ và nói rằng nhân vật này đã có ảnh hưởng quan trọng đến anh từ khi anh còn nhỏ. Garfield cho biết trong các cuộc phỏng vấn, bao gồm một cuộc phỏng vấn mà anh được Maguire phỏng vấn, rằng khi anh xem bộ phim Người Nhện khi còn nhỏ, anh sẽ kể lại những câu thoại của Maguire trong gương với một người bạn. người đã nói đùa rằng anh ta sẽ không bao giờ là Người Nhện. Khi nhận vai Garfield giải thích, "Tôi thấy đó là một thử thách lớn về nhiều mặt... Để làm cho nó chân thực. Để làm cho nhân vật sống và thở theo một cách mới. Khán giả đã có mối quan hệ với nhiều hóa thân khác nhau của Nhân vật. Tôi cũng vậy. Tôi có lẽ sẽ trở thành gã trong rạp chiếu phim hét lên sự lạm dụng vào bản thân. Nhưng tôi phải để điều đó đi. Không quay đầu lại. Và tôi sẽ không muốn." Sau khi nhận vai, Garfield đã nghiên cứu chuyển động của các vận động viên và người nhện và cố gắng kết hợp chúng, nói rằng Parker là "một cậu bé / người nhện về cách anh ta di chuyển, chứ không chỉ trong bộ đồ." Anh ấy đã tập yoga và Pilates cho vai diễn này để trở nên linh hoạt nhất có thể. Garfield thừa nhận đã rơi nước mắt khi lần đầu tiên mặc trang phục của mình và anh ấy đã cố gắng tưởng tượng "khuôn mặt của một diễn viên đẹp hơn nhiều trong bộ đồ đó" bởi vì việc coi mình là Người Nhện "không có ý nghĩa gì đối với anh ấy". Anh ấy nói, "Tôi không nghĩ rằng vải thun có thể khiến tôi xúc động như vậy, nhưng nó đã làm." Anh ấy mô tả bộ đồ là "không thoải mái" và nói rằng anh ấy không được phép mặc bất cứ thứ gì bên dưới nó vì nó quá bắt nắng. Khi quay phim, Garfield giải thích rằng anh ấy đã có bốn tháng đào tạo và mô tả các vai diễn thể chất của anh ấy trong các pha nguy hiểm là vô cùng thử thách và mệt mỏi. 
  - Max Charles đóng vai Peter Parker lúc bé.
- Emma Stone trong vai Gwen Stacy: Một người bạn cùng lớp trung học và là tình yêu của Parker, một cô gái thông minh và cuốn hút, là Giám đốc thực tập tại Oscorp. Đối với vai diễn, Stone giữ màu tóc vàng tự nhiên của mình, thay vì duy trì mái tóc nhuộm đỏ thông thường. Cô ấy cảm thấy rằng mình có trách nhiệm phải tự giáo dục Người Nhện, thừa nhận rằng cô ấy "đã không đọc truyện tranh khi lớn lên, và kinh nghiệm của tôi là với các bộ phim của Sam Raimi... Tôi luôn cho rằng điều đó Mary Jane là tình yêu của mình đầu tiên", và đã chỉ được làm quen với cô ấy Trợ giúp đồng saoVai diễn của Bryce Dallas Howard trong Spider-Man 3. Stone nói, "Có một phần trong tôi thực sự muốn làm hài lòng những người [những người] yêu mến Người Nhện hoặc Gwen Stacy và muốn cô ấy được thực thi công lý. Tôi hy vọng họ sẽ cho tôi giấy phép. để diễn giải cô ấy theo cách của tôi."
- Rhys Ifans trong vai Tiến sĩ Curt Connors / Thằn Lằn: Một trong những bộ óc khoa học hàng đầu của Oscorp và là cộng sự cũ của người cha quá cố của Peter là Richard Parker, người cố gắng tạo ra một loại huyết thanh tái tạo mang tính cách mạng để giúp mọc lại các chi và mô người. Có điều gì đó không ổn, và anh ta bị biến thành một con quái vật bò sát lớn. Ifans cho biết nhân vật của anh dành phần lớn thời gian của bộ phim như một con người. Trong khi chơi loài bò sát cao 9 foot, Ifans bắt buộc phải đeo CGIbộ đồ. Ban đầu, một đôi diễn viên đóng thế lớn được sử dụng để thay thế cho vai diễn này, nhưng Ifans kiên quyết muốn khắc họa nhân vật đã biến đổi. Nhận xét về công nghệ được sử dụng để làm cho nhân vật của anh ấy trở nên sống động, Ifans tiếp tục, "Tôi đã mặc một bộ đồ màu xanh lá cây, rồi đến cái đầu bằng bìa cứng này, và những chiếc móng vuốt nhỏ này... Mỗi khi bạn nhìn thấy Lizard, công nghệ giờ đã trở nên tiên tiến đến mức khi đôi mắt của Lizard chuyển động, chúng là đôi mắt của tôi. Nếu tôi cau mày hoặc biểu lộ bất kỳ cảm xúc nào, chúng là cảm xúc của tôi. Đó là cách công nghệ tiên tiến ngoạn mục." Ifans nói rằng anh ấy cũng lồng tiếng cho người-thú, giải thích, "Tôi chắc chắn rằng giọng nói sẽ bị đùa giỡn trong các chỉnh sửa cuối cùng, nhưng khi tôi quay những khoảnh khắc CGI khi tôi không phải là con người khi tôi Lizard, tôi trông giống như một hình nộm thử nghiệm va chạmtrong một thứ màu xanh lá cây. Có rất nhiều khoảnh khắc khi tôi phải nói chuyện với Andrew Garfield và Emma Stone trong vai Thằn Lằn." Ifans đã diễn lại vai diễn này trong bộ phim Spider-Man: No Way Home của Marvel Cinematic Universe.

"Đây là một Denis Leary mà bạn chưa từng thấy trước đây — anh ấy không phải là con mèo tuyệt vời chống lại hệ thống, anh ấy là hệ thống. Anh ấy thông minh, anh ấy có thái độ và anh ấy có 500 sĩ quan đang tìm kiếm Người Nhện - người vừa xảy ra được hẹn hò với con gái của anh ấy. "
- Denis Leary vai George Stacy: Cha của Gwen, một đội trưởng cảnh sát, người săn lùng cả Người nhện vì sự ngờ vực và Người thằn lằn vì cơn thịnh nộ của anh ta. Leary giải thích rằng anh ấy không biết nhiều về Người Nhện trong truyện tranh và "giống một anh chàng Người Dơi hơn. Không phải những năm 60 [phiên bản truyền hình], mà là Người Dơi đen tối. Nhưng vợ tôi là một người Nhện, đó là lý do tại sao tôi đến [xem] Tobey Maguire. " Anh ấy nói thêm rằng rất lâu trước khi được chọn vào vai George Stacy, bạn của anh ấy là Jeff Garlin, một người hâm mộ Người Nhện, "đã nói với tôi, 'Lần đầu tiên tôi gặp bạn, tôi đã nghĩ bạn là George Stacy!' Điều này giống như 30 năm trước. Tôi đã nghĩ, 'Cái gì?!'" Đạo diễn Webb nói về việc tuyển diễn viên của mình, "Tất cả đều tin tưởng Denis Leary. Anh ấy có thái độ như vậy, nhưng bạn yêu anh ấy."
- Campbell Scott trong vai Richard Parker: Người cha quá cố của Peter và là một nhà di truyền học làm việc cho Oscorp, nghiên cứu của anh ấy là thí nghiệm về nọc độc của loài nhện được cho là có thể chữa lành hoặc chữa khỏi bất kỳ bệnh tật nào, một trong những con nhện mà anh ấy tạo ra đã cắn con trai của anh ấy, cấp cho anh ấy khả năng của anh ấy.
- Irrfan Khan vai Rajit Ratha: Một giám đốc điều hành Oscorp, cấp trên trực tiếp của Connors. Khan cho biết anh đã được đề nghị mà anh mô tả là "vai trò quan trọng" này sau khi xuất hiện trong bộ phim truyền hình dài tập In Treatment. Webb tự mô tả mình là một người hâm mộ nam diễn viên khi xem loạt phim này cùng với các phim The Namesake và The Warrior. Khan cho biết ban đầu ông không quan tâm đến dự án này, nhưng các con trai của ông rất hào hứng với nó và khăng khăng ông nhận vai.
- Martin Sheen vai Ben Parker: Bác của Peter và anh trai của Richard. Sheen thừa nhận anh không quen với Người Nhện ngoài vai diễn của Maguire, và biết rất ít về nhân vật Ben Parker ngoại trừ việc biết Cliff Robertson đã đóng vai này. Sheen mô tả nhân vật của mình như một người cha thay thế, nói rằng: "Tôi đang đối phó với vị thành niên này, người đang gặp vấn đề với những thay đổi, hormone thay đổi và anh ta không thể kiểm soát được. Tôi phải ra lệnh cho anh ta hành quân, v.v." Webb nói, "Bạn nghĩ về Martin Sheen như Chủ tịch Bartlet [của The West Wing của TV]. Anh ấy có cảm giác về quyền lực nhân từ, nhưng có một thứ khác quan trọng hơn, về động lực mà tôi muốn khám phá, so với mối quan hệ của Peter với cha mẹ vắng mặt của anh ấy." Webb cảm thấy rằng không giống như Peter thiên về khoa học, chú Ben đại diện cho người lao động chân tay, một khoảng cách có thể tạo ra sự năng động giữa các nhân vật.
- Sally Field trong vai May Parker: Vợ của Ben Parker và dì của Peter. Field cho biết lý do chính mà cô cảm thấy mình phải tham gia bộ phim là vì nhà sản xuất Laura Ziskin (họ đã làm việc cùng nhau trong bộ phim Murphy's Romance năm 1985) vì cô có bản năng rằng đây là bộ phim cuối cùng của Ziskin. Sau cái chết của Ziskin, Cánh đồng chết bày tỏ lòng biết ơn khi được tham gia vào cả hai bộ phim đầu tiên và cuối cùng của Ziskin. Đạo diễn Webb cảm thấy rằng "khi bạn chọn một người như Sally, họ sẽ có một mức độ nhận thức nhất định và tình cảm chân thành thực sự, điều này đối với dì May là một điều vô cùng quan trọng." Webb nói rằng mặc dù "tất cả chúng tôi đều yêu dì May", anh ấy muốn tạo ra căng thẳng giữa May và Peter. "Anh ấy có những vết bầm tím trên mặt, và điều gì xảy ra vào lúc đó? Điều đó có thể tạo ra một số căng thẳng, nhưng bạn muốn có tình yêu ở đó. Đó là những gì một người như Sally Field mang lại cho bạn."

Chris Zylka vào vai Flash Thompson, một kẻ chuyên bắt nạt ở trường trung học, đồng thời là đội trưởng của đội bóng rổ Midtown Science High và thường chọn Parker. Khi nhập vai, Zylka nói, "Bạn chỉ cần cố gắng tập trung. Là một nghệ sĩ hay một diễn viên, bạn chỉ cần cố gắng tập trung và ở trong thế giới đó và ngăn chặn tất cả." Embeth Davidtz miêu tả mẹ của Peter, Mary Parker. Leif Gantvoort đóng vai tên trộm cướp cửa hàng tiện lợi và sau đó giết chú Ben, và Michael Barra đóng vai T-Bone, nhân viên cửa hàng. Tom Waite vào vai Nicky, một tên côn đồ mà Peter nhầm là kẻ giết người chú của mình. Hannah Marksmiêu tả Missy Kallenback, một cô gái nhút nhát nhưng phải lòng Peter. Vai diễn ngắn gọn của Kelsey Chow chỉ đơn giản được ghi là "Hot Girl" trong phần cuối của bộ phim, nhưng nữ diễn viên đã tiết lộ với các phương tiện truyền thông vào khoảng thời gian phim ra mắt rằng nhân vật của cô thực chất là Sally Avril. Tương tự, nhân vật của C. Thomas Howell được ghi là "Cha của Jack" ở cuối phim (Jack là cậu bé được Người Nhện giải cứu trên cầu Williamsburg) nhưng anh ta được gọi là Troy bởi một trong những những công nhân xây dựng đồng nghiệp của anh ấy trong chính bộ phim. Không giống như những phần phim trước, J. Jonah Jameson không xuất hiện. Người đồng sáng tạo Người Nhện Stan Lee có một vai diễn khách mời, như ông đã làm trong các bộ phim trước. Tại Dallas Comic Con 2011, Lee kể chi tiết rằng anh đóng vai một thủ thư vừa nghe nhạc trên tai nghe vừa dập sách, không để ý đến trận chiến đang diễn ra. Michael Massee, người trước đây đã làm việc với Marvel với vai Tiến sĩ Bruce Banner trong loạt phim Ultimate Avengers, đóng vai người đàn ông bí ẩn trong bóng tối nói chuyện với Connors trong phòng giam của anh ta trong một cảnh trêu ghẹo ở phần cuối của phần tín dụng. Về danh tính của người đàn ông, đạo diễn Marc Webb nói, "Nó có chủ đích bí ẩn. Và tôi mời mọi người suy đoán..." Trong The Amazing Spider-Man 2, nhân vật được tiết lộ là Gustav Fiers. Michael Papajohn, người đóng vai Dennis Carradine, kẻ giết người rõ ràng của chú Ben trong bộ phim năm 2002, có vai khách mời là Alfred, tài xế xe limo của bác sĩ Ratha, do đó là diễn viên duy nhất (ngoài Stan Lee) trong các bộ phim Sam Raimi đóng. một vai trò trong bộ phim khởi động lại. Papajohn ban đầu yêu cầu đóng lại vai kẻ giết chú Ben, nhưng phần này được giao cho Gantvoort. 
Kari Coleman, Charlie DePew, Skyler Gisondo và Jacob Rodier lần lượt vào vai gia đình Stacy: Helen Stacy, Philip Stacy, Howard Stacy và Simon Stacy.